# ブラジリアン柔術家一覧
ブラジリアン柔術家一覧は、ブラジリアン柔術の著名な一流派の長、道場主、高段者等の一覧である。競技選手はブラジリアン柔術選手一覧を参照。姓の五十音順に表記する。

## あ行
- ヴァリッジ・イズマイウ
- 植松直哉
- 入來晃久
- V一（ヴィーはじめ）

## か行
- エリオ・グレイシー
- カーウソン・グレイシー
- カーロス・グレイシー
- カーロス・グレイシーJr
- クロン・グレイシー
- シーザー・グレイシー
- ネイマン・グレイシー
- ハイアン・グレイシー
- ハウフ・グレイシー
- ハクソン・グレイシー
- ヒクソン・グレイシー
- ヘンゾ・グレイシー
- ホイス・グレイシー
- ホイラー・グレイシー
- ホジャー・グレイシー
- ホリオン・グレイシー
- 高谷聡
- アラン・ゴエス
- 小室宏二

## さ行
- マリオ・スペーヒー
- 佐々幸範

## た行
- 平直行
- 谷タカオ
- 鶴屋浩
- ヒカルド・デラヒーバ

## な行
- 中井祐樹

## は行
- アマウリ・ビテッチ
- マーシオ・フェイトーザ
- ビビアーノ・フェルナンデス
- ムリーロ・ブスタマンチ
- エディ・ブラボー
- マルコス・アントニオ・バルボーザ
- 馬場弘樹
- 藤井惠

## ま行
- ジョー・モレイラ
- マウリシオ"モッタ"ゴメス

## ら行
- レオナルド・ヴィエイラ
- レオナルド・サントス
- ロバート・ドリスデール

## や行
- 湯浅麗歌子

## わ行
- 渡辺孝真（わたなべ たかまさ）